# 蒲州 (北周)
蒲州，中国南北朝时设置的州。
北周明帝二年（558年）以泰州改置，治所在蒲坂县（今山西省永济市西南蒲州镇）。隋朝大业三年（607年）改为河东郡，义宁元年（617年）复为蒲州。治所在桑泉县（今临猗县西南临晋镇）。
唐朝武德三年（620年）移治河东县（今蒲州镇）。辖境约当今山西省永济、河津、临猗、闻喜、万荣等市县及运城市西南部地区。开元元年（713年）曾升为河中府，旋仍为蒲州。乾元三年（760年）又升为河中府。属河东道。
金朝天会六年（1128年）改为蒲州。属河东南路。天德元年（1149年）复为河中府。 明朝洪武二年（1369年）复为蒲州，省州治河东县入州。辖境相当今山西省永济、河津、临猗、万荣等市县及芮城县西部地区。属平阳府。清朝雍正二年（1724年）升为蒲州直隶州，六年升为蒲州府。为晋、陕间交通咽喉，历为军事重地。
| 唐朝蒲州辖县 | 唐朝蒲州辖县                                                                                               |
| ------------ | --- |
| 618年        | 桑泉县、河东县、芮城县、猗氏县、虞乡县                                                                     |
| 619年        | 桑泉县、河东县、猗氏县、虞乡县（芮城县改属芮州）                                                           |
| 620年        | 河东县（改治）、桑泉县、猗氏县、虞乡县（新增温泉县今山西省临猗县庙上乡城西村）                             |
| 626年        | 河东县、桑泉县、猗氏县、虞乡县（废除温泉县）                                                               |
| 634年        | 河东县、桑泉县、猗氏县、虞乡县（永乐县今山西省芮城县永乐镇来属）                                           |
| 639年        | 河东县、桑泉县、猗氏县、虞乡县（永乐县改属虢州）                                                           |
| 643年        | 河东县、桑泉县、猗氏县、虞乡县（安邑县、汾阴县来属）                                                       |
| 643年        | 河东县、桑泉县、猗氏县、虞乡县、安邑县、汾阴县（重设解县）                                                 |
| 705年        | 河东县、桑泉县、猗氏县、虞乡县、安邑县、汾阴县、解县（永乐县来属）                                         |
| 721年        | 河东县、桑泉县、猗氏县、虞乡县、安邑县、汾阴县、解县、永乐县（新设河西县）                                 |
| 721年        | 河东县、桑泉县、猗氏县、虞乡县、安邑县、汾阴县、解县、永乐县（废除河西县）                                 |
| 723年        | 河东县、桑泉县、猗氏县、虞乡县、安邑县、汾阴县（改名宝鼎县）、解县、永乐县                                 |
| 754年        | 河东县、桑泉县（改名临晋县）、猗氏县、虞乡县、安邑县、宝鼎县、解县、永乐县                                 |
| 757年        | 河东县、临晋县、猗氏县、虞乡县、安邑县（改名虞邑县）、宝鼎县、解县、永乐县                                 |
| 760年        | 河东县、临晋县、猗氏县、虞乡县、宝鼎县、解县、永乐县（虞邑县改属陕州，夏阳县、河西县来属）                 |
| 770年        | 河东县、临晋县、猗氏县、虞乡县、宝鼎县、解县、永乐县（夏阳县、河西县改属同州，新设河西县）                 |
| 808年        | 河东县、临晋县、猗氏县、虞乡县、宝鼎县、解县、永乐县、河西县                                               |
| 808年        | 河东县、临晋县、猗氏县、虞乡县、宝鼎县、解县、永乐县、河西县（安邑县来属）                                 |
| 827年        | 河东县、临晋县、猗氏县、虞乡县、宝鼎县、解县、永乐县、河西县、安邑县（闻喜县来属）                         |
| 891年        | 河东县、临晋县、猗氏县、虞乡县、宝鼎县、解县、永乐县、河西县、安邑县、闻喜县（龙门县、万泉县来属）         |
| 898年        | 河东县、临晋县、猗氏县、虞乡县、宝鼎县、解县、永乐县、河西县、安邑县、闻喜县、龙门县、万泉县（稷山县来属） |

唐朝历代长官
- 王行本（618年—619年）
- 李琛（619年）
- 元神力（武德年间）
- 杨福（624年）
- 段纶（武德年间）
- 李世民（626年）
- 韦叔谐（627年）
- 鲜于明（贞观初年）
- 宇文士及（628年）
- 李袭誉（贞观初年）
- 杜楚客（630年）
- 于志宁（633年，未任）
- 独孤开远（634年—635年）
- 赵元楷（638年）
- 薛万彻（641年—643年）
- 窦衍（贞观年间）
- 窦逵（贞观年间）
- 李孝节（贞观年间）
- 李纬（649年）
- 李素立（永徽初年，未任）
- 李道裕（650年—651年）
- 贾敦颐（652年—653年）
- 李崇义（永徽初年）
- 崔义玄（656年）
- 程名振（660年）
- 刘祥道（661年）
- 窦智纯（龙朔年间）
- 李冲寂（666年）
- 蒋俨（总章年间）
- 李冲寂（675年）
- 张孝开（高宗年间）
- 吕整
- 郭子贱
- 卫文升
- 刘伯荣
- 弓彭祖（689年）
- 杨元琰（天授年间）
- 崔神基（武后年间）
- 裴思义（武后年间）
- 武嗣宗（武后年间）
- 李千里（702年）
- 窦怀贞（706年）
- 杜从则（中宗年间）
- 徐彦伯（709年）
- 裴谈（710年）
- 李成器（711年）
- 崔元综（711年）
- 萧至忠（712年）
- 韦安石（712年）
- 毕构（713年—715年）
- 程行谌（716年—717年）
- 李尚隐（719年）
- 姜师度（721年），河中尹
- 陆象先（721年）
- 韦抗（722年—723年）
- 陈宪（723年）
- 崔琳（725年）
- 桓臣范（开元年间）
- 李元纮（731年）
- 王琚（735年—736年）
- 裴宽（736年）
- 裴伷先（739年）
- 韩朝宗（739年）
- 刘希逸（开元年间）
- 薛兼金（开元年间）
- 薛纮（开元年间）
- 李延辉（唐玄宗时），之前为蒲州刺史
- 河东太守
- 颜真卿（758年），蒲州刺史
- 赵泚（758年），蒲州刺史
- 王玙（759年），蒲州刺史
- 崔㝢（760年），蒲州刺史
- 萧华（760年），之后为河中尹
- 王昂（760年）
- 李光弼（761年）
- 王昂（762年—763年）
- 崔㝢（764年）
- 畅璀（764年—765年）
- 郭子仪（765年—779年，768年之后系遥领）
- 高武光（768年）
- 赵惠伯（779年之前）
- 王翃（779年）
- 李怀光（779年）
- 张镒（779年）
- 杜亚（779年—780年）
- 赵惠伯（781年）
- 关播（781年）
- 李承（781年）
- 李齐运（781年—783年）
- 吕鸣岳（783年）
- 李怀光（784年）
- 李晟（784年）
- 唐朝臣（784年，不掌权）
- 浑瑊（784年—799年）
- 杜确（799年—802年）
- 郑元（802年—807年）
- 杜黄裳（807年—808年）
- 王锷（808年—810年）
- 张茂昭（810年—811年）
- 张弘靖（811年—814年）
- 赵宗儒（814年—817年）
- 吕元膺（817年—819年）
- 李绛（819年—820年）
- 韩弘（820年—822年）
- 郭钊（822年—824年）
- 李愿（824年—825年）
- 薛平（825年—830年）
- 史宪诚（829年，未任被杀）
- 李程（830年—832年）
- 王起（832年—833年）
- 王智兴（833年—835年）
- 李程（835年—836年）
- 李听（836年—839年）
- 郑肃（839年—841年）
- 孙简（841年—842年）
- 李固言（842年）
- 陈夷行（843年）
- 崔元式（843年—844年）
- 石雄（844年）
- 韦恭甫（845年）
- 崔铉（846年—849年）
- 崔璪（849年—851年）
- 郑光（851年—853年）
- 徐商（853年—856年）
- 崔玙（856年—859年）
- 令狐綯（859年—861年）
- 蒋伸（861年—863年）
- 毕諴（863年）
- 崔慎由（864年）
- 夏侯孜（864年—869年）
- 杜审权（870年—873年）
- 曹确（874年—876年）
- 刘侔（876年—877年）
- 窦璟（877年—878年）
- 李都（878年—880年）
- 窦潏（880年）
- 王重荣（880年—887年）
- 王处存（885年，未任）
- 王重盈（887年—895年）
- 王珂（895年—901年）
- 崔胤（895年，未任）
- 王瑶（895年，未任）
- 王珙（895年，未任）
- 张存敬（901年）
- 朱溫（901年—907年）